# 湾岸弥富インターチェンジ
湾岸弥富インターチェンジ（わんがんやとみインターチェンジ）は、愛知県弥富市にある、伊勢湾岸自動車道のインターチェンジ (IC)である。

## 概要
豊田方面への入口と同方面からの出口のみをもつハーフインターチェンジである。当ICから四日市JCT方面へは連絡しないため、隣りの弥富木曽岬ICを利用する。
計画では当該ICと弥富木曽岬ICを合わせて「鍋田インターチェンジ」と称した。つまり2つのハーフICを合わせて1つのインターチェンジとして計画されていた。
日本の高速道路において、IC名を五十音順に並べると最後に来るICでもある。
当該ICは鍋田干拓地に敷設された。そのためIC周辺の地盤高さはT.P（Tokyo Peil  : 東京湾の平均海面）-1.0 - 1.5 mと海抜以下である。当該ICに限らず、飛島ICから木曽三川付近に至る伊勢湾沿岸の区間は江戸時代以降、人為的に造成した埋め立て地や干拓地を通過することで、概ね海抜ゼロメートル前後の地盤高さである。
ICは愛知県弥富野鳥園、名古屋競馬場・競走馬トレーニングセンターに隣接することで、鳥類保護や防音への配慮からインターは遮光フェンス、ないし高層遮音壁で覆われている。また、付近一帯は鳥獣保護区に指定されている。

## 歴史
- 2000年（平成12年）3月25日 : 飛島IC - 当IC間開通に伴い供用開始[7]。

## 周辺
- 愛知県弥富野鳥園

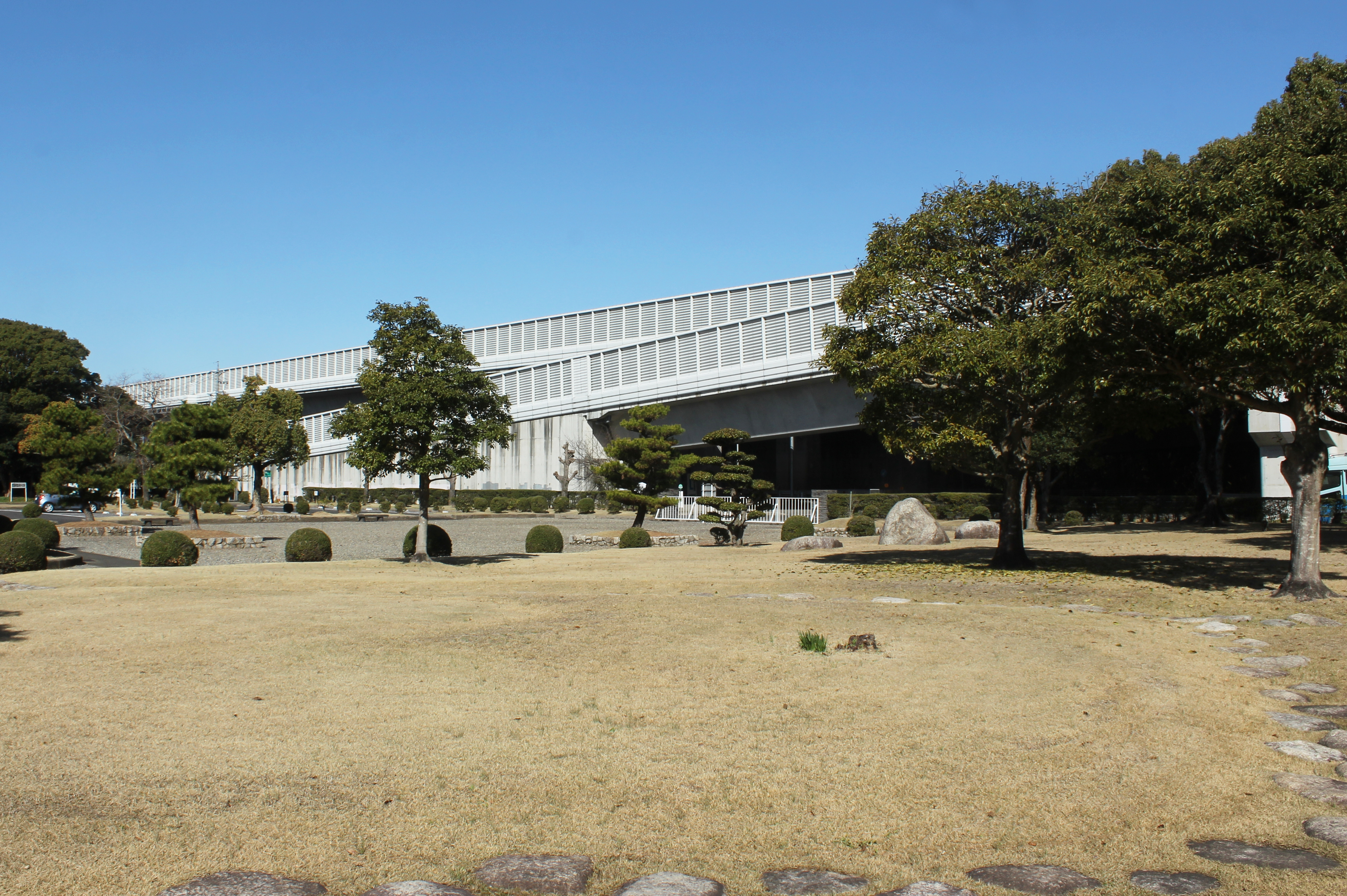
愛知県弥富野鳥園から見た湾岸弥富IC。

- 名古屋競馬場・愛知県競馬組合弥富トレーニングセンター
- 鍋田ふ頭コンテナターミナル

## 接続する道路
- 直接接続
  - 愛知県道71号名古屋西港線（西尾張中央道）
- 間接接続
  - 愛知県道103号境政成新田蟹江線

## 料金所
| トールゲート入口（左）と出口（右）。 |  | トールゲート入口（左）と出口（右）。 |
| トールゲート入口（左）と出口（右）。 |  |                                      |

レーン運用は、時間帯やメンテナンスなどの事情によって変更される場合がある。

### 入口
- レーン数：2[8]
  - ETC専用：1
  - ETC/一般：1

### 出口
- レーン数：2[8]
  - ETC専用：1
  - 一般：1

## 隣
E1A 伊勢湾岸自動車道
(10) 飛島IC / (10-1) 飛島JCT - (11) 湾岸弥富IC - (12) 弥富木曽岬IC